# Atsiki
Atsiki (in greco Ατσική?) è un ex comune della Grecia nella periferia dell'Egeo Settentrionale (unità periferica di Lemno) con 3.225 abitanti secondo i dati del censimento 2001.
È stato soppresso a seguito della riforma amministrativa, detta Programma Callicrate, in vigore dal gennaio 2011 ed è ora compreso nel comune di Lemno.
Faceva parte della prefettura di Lesbo)